# 人生祝いうた
『人生祝いうた』（じんせいいわいうた）は、1985年11月5日に発売された橋幸夫のオリジナルアルバム。LP（30RL-0003）とカセットテープ（30RM-0003）の2形式で発売された。

## 概要
橋幸夫の芸能生活25周年を記念して、リバスター音産より発売されたオリジナルアルバムシリーズの3作目。
人生の節目での祝い事（誕生から長寿祝いまで）をテーマにした10曲で構成されている人生応援歌。
作詞は全曲とも杉紀彦。全曲とも小林千登勢のナレーションが入る。
ミニ写真集と日本の祝い事を解説したシートが付属している。

## 収録曲
A面
1. 人生祝いうた（テーマ曲）　作曲：曽根幸明
2. 会えてよかった（誕生祝）　作曲：馬飼野康二
3. 小雨の参宮橋（七五三）　作曲：山路進一
4. 花吹雪の詩（入学祝）　作曲：徳久広司
5. 思い出の蛍雪時代（卒業祝）　作曲：伊藤雪彦

B面
1. OH!フレッシュマン（入社祝）　作曲：馬飼野康二
2. 倖せの空へ（結婚祝）　作曲：曽根幸明
3. 男の道程（出世祝）　作曲：徳久広司
4. ふたりの城（新築祝）　作曲：山路進一
5. おまえに花束を（結婚記念）　作曲：伊藤雪彦